# Damaran
Damaran is een bestuurslaag in het regentschap Kudus van de provincie Midden-Java, Indonesië. Damaran telt 1490 inwoners (volkstelling 2010).